# Severní Korea na Letních olympijských hrách 2004
Severní Koreu na Letních olympijských hrách v roce 2004 reprezentuje výprava 36 sportovců (13 mužů a 23 žen) v 9 sportech.

## Medailisté
| Medaile | Jméno        | Sport             | Soutěž                          |
| ------- | ------------ | ----------------- | ------------------------------- |
| Stříbro | Kim Hyang Mi | Stolní tenis      | Ženy dvouhra                    |
| Stříbro | Kim Song-Guk | Box               | Muži pérová váha do 57 kg       |
| Stříbro | Kje Sun-hui  | Judo              | Ženy lehká do 57 kg             |
| Stříbro | Ri Song-Hui  | Vzpírání          | Ženy do 58 kg                   |
| Bronz   | Kim Jong-Su  | Sportovní střelba | Muži 50 metrů libovolná pistole |